# Günter Klambauer
Günter Klambauer (* in Gallneukirchen, Oberösterreich) ist ein österreichischer Wissenschaftler und Universitätsprofessor auf dem Gebiet der künstlichen Intelligenz (KI) und Judoka. Außerdem ist er Direktor des Programms "Machine Learning for Molecule Discovery" des Exzellenznetwerks ELLIS.

## Leben
Günter Klambauer besuchte das humanistische Gymnasium Petrinum in Linz. Anschließend studierte er Mathematik und Biologie an der Universität Wien. Er promovierte an der Johannes Kepler Universität Linz (JKU) bei Sepp Hochreiter.

## Forschung
Klambauer hat sich auf die Entwicklung von Methoden des maschinellen Lernens und auf deren Anwendung in den Biowissenschaften spezialisiert. 
Zu seinen frühen Arbeiten gehören:
- Die Entwicklung von cn.MOPS, einer Methode zur Erkennung von Kopienzahlvariationen in Sequenzierungsdaten.[2]
- Die Arbeit an DEXUS, einem Algorithmus zur Identifizierung von differentieller Genexpression in RNA-Seq-Daten.[3]

Er erreichte internationale Aufmerksamkeit, als er bei der Tox21 Data Challenge der National Institutes of Health die weltweit präziseste Methode zur Vorhersage der Toxizität chemischer Verbindungen entwickelte.
2017 entwickelte Klambauer sogenannte selbst-normalisierende neuronale Netze (Self-Normalizing Neural Networks), die die Stabilität und Effizienz des Trainingsprozesses in künstlichen neuronalen Netzen verbessern. Diese Technologie wurde später von Apple für Spracherkennungssysteme wie Siri adaptiert. Darüber hinaus wurden self-normalizing neural networks in tausenden wissenschaftlichen Arbeiten weltweit zitiert und angewandt, wodurch sie einen signifikanten Einfluss auf zahlreiche Forschungsbereiche hatten.
Klambauer gilt auch als Pionier bei der Einführung von Deep Learning in die Medikamentenentwicklung (Drug Design) und trug mit seinen Arbeiten wesentlich zur Weiterentwicklung von Methoden der Bioaktivitätsvorhersage, der Toxizitätsvorhersage und der Molekülgenerierung bei. Zu seinen wichtigsten Arbeiten in diesem Bereich gehören:
- Deep learning as an opportunity in virtual screening, das den Einsatz von Deep Learning zur Vorhersage der Bioaktivität von niedermolekularen chemischen Verbindungen beschreibt.[8]
- DeepTox, ein Ansatz zur Toxizitätsvorhersage mit Deep Learning.[9]
- Fréchet ChemNet Distance, eine Metrik zur Bewertung von generativen Modellen für Moleküle in der Medikamentenentwicklung.[10]

Seine Arbeiten werden häufig zitiert und haben die computer-unterstützte Medikamentenentwicklung nachhaltig geprägt.
Ein weiterer Schritt war die Entwicklung einer KI, die menschliche Experten bei der Lokalisierung von Proteinen in Zellen übertraf. Klambauer habilitierte sich an der Johannes Kepler Universität Linz im Fachgebiet angewandte Informatik.
Für seine Forschung erhielt er mehrere Auszeichnungen, darunter den Austrian Life Science Award und den Award of Excellence des BMWFW.

## Sportliche Erfolge
Neben seiner wissenschaftlichen Karriere ist Klambauer ein erfolgreicher Judoka. In den Jahren 2012 und 2013 zählte er zu den 15 besten Judoka der österreichischen 2. Bundesliga. 2014 gewann er bei den 35th World Medical and Health Games in der Disziplin Judo die Goldmedaille.

## Auszeichnungen (Auswahl)
- Austrian Life Science Award
- Award of Excellence, BMWFW